# Bartłomiej Babiarz
Bartłomiej Babiarz (ur. 3 lutego 1989 w Katowicach) – polski piłkarz grający na pozycji pomocnika w klubie Skra Częstochowa.

## Kariera klubowa
22 czerwca 2015 podpisał dwuletni kontrakt z klubem Termalica Bruk-Bet Nieciecza. Od 25 czerwca 2022 w Skrze Częstochowa, do której przyszedł z Wigier Suwałki.

## Statystyki

### Klubowe
(aktualne na dzień 5 czerwca 2015)
| Klub                         | Sezon              | Liga               | Liga  | Liga   | Puchar kraju | Puchar kraju | Puchar ligi | Puchar ligi | Europa | Europa | Inne  | Inne   | Suma  | Suma   |
| Klub                         | Sezon              | Liga               | Mecze | Bramki | Mecze        | Bramki       | Mecze       | Bramki      | Mecze  | Bramki | Mecze | Bramki | Mecze | Bramki |
| ---------------------------- | ------------------ | ------------------ | ----- | ------ | ------------ | ------------ | ----------- | ----------- | ------ | ------ | ----- | ------ | ----- | ------ |
| Ruch Chorzów                 | 2008/09            | Ekstraklasa        | 0     | 0      | 2            | 0            | –           | –           | –      | –      | –     | –      | 2     | 0      |
| Ruch Chorzów                 | Ogólnie            | Ogólnie            | 0     | 0      | 2            | 0            | 0           | 0           | 0      | 0      | 0     | 0      | 2     | 0      |
| GKS Tychy                    | 2009/10            | II liga            | 0     | 0      | 1            | 0            | –           | –           | –      | –      | –     | –      | 1     | 0      |
| GKS Tychy                    | 2010/11            | II liga            | 0     | 0      | 3            | 0            | –           | –           | –      | –      | –     | –      | 3     | 0      |
| GKS Tychy                    | 2012/13            | I liga             | 31    | 3      | 0            | 0            | –           | –           | –      | –      | –     | –      | 31    | 3      |
| GKS Tychy                    | Ogólnie            | Ogólnie            | 31    | 3      | 4            | 0            | 0           | 0           | 0      | 0      | 0     | 0      | 35    | 3      |
| Ruch Chorzów                 | 2013/14            | Ekstraklasa        | 29    | 1      | 1            | 0            | –           | –           | –      | –      | –     | –      | 30    | 1      |
| Ruch Chorzów                 | 2014/15            | Ekstraklasa        | 36    | 1      | 1            | 0            | –           | –           | 6      | 0      | –     | –      | 43    | 1      |
| Ruch Chorzów                 | Ogólnie            | Ogólnie            | 65    | 2      | 2            | 0            | 0           | 0           | 6      | 0      | 0     | 0      | 73    | 2      |
| Termalica Bruk-Bet Nieciecza | 2015/16            | Ekstraklasa        | 0     | 2      | 0            | 0            | –           | –           | –      | –      | –     | –      | 0     | 0      |
| Termalica Bruk-Bet Nieciecza | Ogólnie            | Ogólnie            | 0     | 2      | 0            | 0            | 0           | 0           | 0      | 0      | 0     | 0      | 0     | 0      |
| Ogólnie w karierze           | Ogólnie w karierze | Ogólnie w karierze | 96    | 5      | 8            | 0            | 0           | 0           | 6      | 0      | 0     | 0      | 110   | 5      |